# 小行星11292
小行星11292（11292 Bunjisuzuki）是一颗绕太阳运转的小行星，为主小行星带小行星。该小行星于1991年9月8日被发现。

## 轨道参数
小行星11292的轨道半长轴为2.9900888 UA，离心率为0.085。